# Động đất Battagram 2004
Động đất Battagram 2004 là trận động đất xảy ra vào lúc 15:30, ngày 14 tháng 2 năm 2004. Trận động đất có cường độ 5.5 richter, tâm chấn độ sâu khoảng 11 km. Hậu quả trận động đất đã làm 24 người chết, 63 người bị thương.